# Tellos Agras

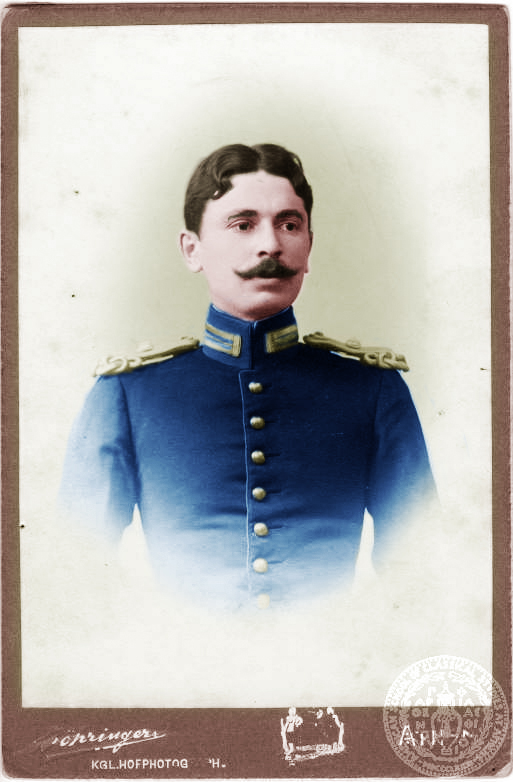
Tellos Agras

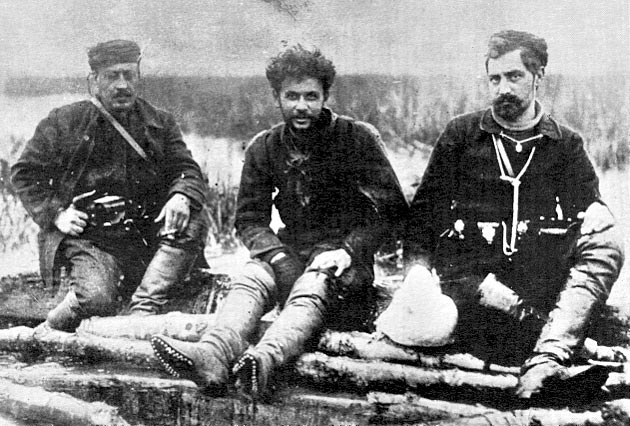
Tellos Agras (Mitte), zusammen mit zwei anderen Führern der Guerillakämpfer, Nikiforos (Ioannis Demestichas; links) und Kalas (Constantine Sorros; rechts) – 1906

Tellos Agras (griechisch Τέλλος Άγρας, eigentlich Sarandos (Tellos) Agapinos Σαράντος Αγαπηνός, * 17. Februar 1880 in Nafplio; † 7. Juli 1907) war ein griechischer Offizier der griechischen Armee. Er wurde als Guerilla-Kämpfer beim Kampf um Makedonien bekannt.

## Leben
Agapinos’ Familie war wohlhabend und stammte aus Gargaliani in Messenien. Sein Vater Andreas Agapinos war Richter in Nafplio. Im Jahr 1895 trat Tellos Agapinos in die Griechische Militärakademie (Στρατιωτική Σχολή Ευελπίδων) ein, die er 1901 als Leutnant abschloss.
Bereits 1904 nach dem Tod von Pavlos Melas meldete sich Agapinos wie viele junge Offiziere freiwillig zum Kampf um Makedonien, einem Guerillakrieg gegen die osmanische Herrschaft und gegen die bulgarischen Konkurrenten. Aufgrund seines Alters wurde der Antrag zunächst abgelehnt. Im September 1906 erhielt er den Auftrag, mit zwölf Männern, darunter einige Evzonen, von Thessalien her, osmanisches Gebiet im Sumpfgebiet des Giannitsa-Sees zu infiltrieren. Ziel war, die Kontrolle der strategisch bedeutenden Kommunikations- und Handelswege Zentralmakedoniens mit terroristischen Mitteln zu gewinnen. Er nahm den Kampfnamen Tellos Agras oder Kapetan Agras an.

## Nachwirkung
- Das Leben von Tellos Agras wurde in Griechenland  insbesondere durch den historischen Roman Sta mystika tou Valtou (Στα μυστικά του Βάλτου ‚In den Geheimnissen des Sumpfes‘) von Pinelopi Delta bekannt und populär.[4][5] 1992 veröffentlichte Panos Theodoridis ein Hörspiel über Kapetan Agras.[6][7]
- Das Dorf Agras in Zentralmakedonien ist nach Tellos Agras benannt.[8][9]
- Der griechische Schriftsteller Evangelos Ioannou (Ευάγγελος Ιωάννου) verwendete das Pseudonym Tellos Agras.[10][11][12]